# Actio quanti minoris
La Actio quanti minoris es un concepto del derecho civil que permite al comprador de un bien exigir una reducción proporcional del precio pagado debido a la existencia de defectos ocultos o vicios en el bien adquirido. Esta acción tiene sus raíces en el derecho romano y es reconocida en diversos sistemas jurídicos contemporáneos basados en la tradición del derecho civil.

## Historia
El origen de la Actio quanti minoris se remonta al derecho romano, donde se establecieron las primeras bases para proteger al comprador en casos de vicios ocultos en los bienes adquiridos. Esta figura jurídica formaba parte de las acciones edilicias, junto con la Actio redhibitoria, que permitía la resolución del contrato. En el derecho romano clásico, estas acciones estaban diseñadas para equilibrar la relación contractual entre las partes y garantizar la equidad.
La influencia del derecho romano fue clave en la codificación moderna, especialmente en el Código Civil Francés de 1804, que incorporó estas acciones como parte de la regulación de los contratos de compraventa. Desde entonces, esta figura ha sido adoptada y adaptada en diversos sistemas jurídicos de tradición civilista.

## Concepto y características
La Actio quanti minoris se define como el derecho del comprador a solicitar la disminución del precio pactado en un contrato de compraventa, en proporción a los defectos ocultos que afectan el bien adquirido. Esta acción se basa en el principio de equidad, buscando restablecer el equilibrio contractual.

### Características principales
1. Finalidad económica: Ajustar el precio del bien defectuoso sin resolver el contrato.
2. Requisito de vicio oculto: El defecto no debe ser visible ni conocido por el comprador al momento de la compra.
3. Defecto grave: El vicio debe afectar significativamente el valor o uso del bien.
4. Existencia previa: El defecto debe haber estado presente antes de la celebración o entrega del contrato.
5. Plazo para el ejercicio: Regulada por la ley en cada jurisdicción, generalmente con un tiempo limitado tras el descubrimiento del defecto.

### Diferencia con la Actio redhibitoria
Mientras que la Actio quanti minoris permite una compensación económica mediante la reducción del precio, la Actio redhibitoria tiene como finalidad la resolución del contrato y la restitución de las prestaciones, devolviendo el bien defectuoso al vendedor y el precio al comprador.

## Regulación en el derecho comparado

### Derecho romano
En el derecho romano, la Actio quanti minoris fue establecida como una protección para los compradores ante vicios que no eran evidentes al momento de la transacción. Estas acciones se aplicaban especialmente en la compraventa de esclavos y animales, donde los defectos ocultos podían afectar significativamente el valor de los bienes.

### Código Civil Francés
El Código Civil Francés de 1804 incorporó la regulación de los vicios ocultos en el contrato de compraventa en sus artículos 1641 a 1649. Específicamente, el artículo 1644 establece la posibilidad de una reducción del precio o la resolución del contrato a elección del comprador.

### Derecho español
El Código Civil Español regula las acciones por vicios ocultos en los artículos 1484 a 1490. Según este ordenamiento, el comprador puede optar por la resolución del contrato o la reducción proporcional del precio, siempre que el defecto sea oculto, grave y preexistente.

### Derecho mexicano
En México, la Actio quanti minoris está contemplada en el Código Civil Federal, particularmente en el artículo 2112, que regula los vicios redhibitorios. Este artículo otorga al comprador el derecho de exigir una reducción del precio o la rescisión del contrato, dependiendo de la gravedad del defecto.

### Derecho argentino
El Código Civil y Comercial de la Nación Argentina regula los vicios ocultos en los artículos 1051 y siguientes, otorgando al comprador la posibilidad de reclamar una reducción del precio o la resolución del contrato.

## Requisitos para su ejercicio
Para que la Actio quanti minoris prospere, deben cumplirse los siguientes requisitos:
1. Existencia de un vicio oculto: El defecto debe ser desconocido para el comprador y no ser fácilmente detectable.
2. Gravedad del defecto: El vicio debe reducir significativamente el valor o la funcionalidad del bien.
3. Existencia previa al contrato: El defecto debe haber estado presente antes de la celebración del contrato o de la entrega del bien.
4. Plazo legal: Cada sistema jurídico establece un plazo para el ejercicio de esta acción, que puede ser desde el descubrimiento del defecto o desde la entrega del bien.
5. Prueba del defecto: Corresponde al comprador demostrar la existencia y naturaleza del vicio.

## Críticas y debates
La Actio quanti minoris ha sido objeto de debate entre los juristas debido a la subjetividad en la valoración de los defectos y la reducción del precio. Además, se han planteado problemas prácticos respecto a la determinación de qué constituye un vicio oculto y la carga probatoria que recae sobre el comprador.
Un punto adicional de controversia es la armonización legislativa en el ámbito internacional, ya que los plazos y requisitos varían considerablemente entre jurisdicciones, lo que puede generar inseguridad jurídica en contratos internacionales.